# Paul Leer-Salvesen
Paul Leer-Salvesen född 31 oktober 1951 i Bergen, är en norsk teolog, högskoleprofessor, sakprosaförfattare och barn- och ungdomsboksförfattare, bosatt i Kristiansand.
Han växte upp som prästson, i Bergen och på Sunnmøre, och har bott i Kristiansand sedan han var 15 år gammal. Han är nu professor vid Institutt for teologi og filosofi, Høgskolen i Agder, och har tidigare arbetat bland annat som fängelsespräst och journalist.
Han debuterade som författare med en biografi om Aril Edvardsen 1974, och med barnboken Fortellinger om Tina 1977.